# Ольховое (Гомельская область)
Ольховое (бел. Альховае) — деревня в Усохо-Будском сельсовете Добрушского района Гомельской области Республики Беларусь.

## География
В 45 км на юго-восток от Добруша и в 5 км от железнодорожной станции Лукьяновка, в 73 км от Гомеля, в 2 км от границы с Украиной и в 13 км от границы с Россией.
Примерно в двух километрах от деревни расположен исток реки Терюха.

## Транспортная система
Транспортная связь по просёлочной дороге, а потом автодороге Тереховка — Гомель.
В деревне 41 жилой дом (2004 год). Планировка складывается из прямолинейной улицы, с широтной ориентацией. Застройка двухсторонняя, деревянными домами.

## История
Деревня основана в начале XX века переселенцами с соседних деревень. В 1926 году деревня входила в Усохо-Будский сельсовет Краснобудского района Гомельского округа. В 1930 году организован колхоз.
В 1959 году деревня находилась в составе колхоза имени А. В. Суворова с центром в деревне Усохская Буда.

## Население

### Численность
- 2004 год — 41 двор, 71 житель

### Динамика
- 1926 год — 69 дворов, 370 жителей
- 1959 год — 333 жителя (согласно переписи)
- 2004 год — 41 двор, 71 житель